# 아이돌마스터 Radio For You!
<아이돌마스터 Radio For You!> (아이돌마스터 라디오 포 유)는 게임 <THE IDOLM@STER LIVE FOR YOU!>에 관련한 인터넷 라디오 프로그램. 먼저 종료한 <라디오de아이마SHOW!>의 후속 프로그램으로서 2007년 11월 28일부터, 매주 수요일에 애니메이트 TV에서 전달되었다. 약칭은 R4U. 후속 프로그램으로서 <P.S.프로듀서>가 전달되고 있다.

## 개요
- 방송 개시에 앞서, 2007년 11월 15일에 예고편이 11월 22일에는 제0회가 전달되었다. 이 제0회 중에서 코너의 호칭을 라이브에 맞추어 <넘버>라는 것으로 각 넘버의 내용의 소개  게다가 이른바 <하늘의 소리>의 담당이 <라디오de아이마SHOW!>로의 사장 (소리: 토쿠마루 칸)에서 오토나시 코토리 (소리: 타키타 쥬리)로 교체하는 것이 발표되었다.
- 이 프로그램에서는 <라디오de아이마SHOW!>과 달리 청취자를 보통으로 청취자라고 부르고 있지만, 프로그램 모두 오토나시 코토리에 의한 나레이션과 홈 페이지에서 청취자의 요청에서는 <특별 프로듀서>의 명칭이 사용되고 있다.